# Phản ứng trùng hợp
Phản ứng trùng hợp là phản ứng hóa học để tổng hợp các hợp chất đại phân tử

## Phân loại phản ứng trùng hợp

### Phân loại dựa vào thành phần và cấu trúc polymer tạo thành:

#### Phản ứng trùng hợp:
Phản ứng trùng hợp (addition polymerization) hay còn gọi là phản ứng trùng hợp chuỗi' là phản ứng tạo thành polymer có mắt xích cơ bản cấu tạo tương tự với monomer tham gia phản ứng.

#### Phản ứng trùng ngưng:
Phản ứng trùng ngưng (condensation polymerization) là phản ứng tạo thành polymer với mắt xích cơ bản có số nguyên tử ít hơn monomer và tạo ra các sản phẩm phụ như: nước, HCl.
Phản ứng trùng ngưng, hay phản ứng đồng trùng ngưng, là một quá trình nhiều phân tử nhỏ (monomer) liên kết với nhau thành phân tử lớn (polymer cao phân tử) đồng thời giải phóng nhiều phần tử nhỏ như H2O, HCl, CO2.

### Phân loại dựa trên cơ chế của quá trình trùng hợp:

#### Phản ứng trùng hợp theo từng bậc:
Phản ứng trùng hợp từng bậc (step polymerization) là phản ứng trùng hợp có mạch polyme tạo thành phát triển theo từng bậc. Trong quá trình tổng hợp phản ứng có thể xảy ra giữa bất kỳ 2 phân tử nào.

#### Phản ứng trùng hợp theo chuỗi:
Phản ứng trùng hợp chuỗi (chain polymerization) là phản ứng trùng hợp có mạch polyme tạo thành do trung tâm hoạt động của đoạn mạch đang monome xung quanh. Phản ứng này luôn cần phản ứng ban đầu (initial reaction) giữa monome và chất ban đầu để bắt đầu phát triển mạch.